# Bois du Wilder
Le bois du Wilder (en néerlandais : Wilderbos), situé sur le territoire de Berchem-Sainte-Agathe en Région bruxelloise, fait partie des sites semi-naturels de la vallée du Molenbeek. Il est compris entre les rue du Wilder, de l'Allée Vert, Kasterlinden et la drève des Maricolles.

## Histoire
Sa valeur tient principalement à la présence d'un fragment de forêt brabançonne feuillue très diversifiée et d'une strate herbacée comprenant nombre d'espèces remarquables. Il tire sans doute son nom du caractère inculte et sauvage du site (wilder = sauvage). D'aucuns l'englobent dans le domaine de l'hof ter Wilst, siège de la seigneurie de Berchem, dont l'existence est attestée depuis le XIIIe siècle. Son relief accidenté témoigne d'anciennes activités extractives exercées par les chartreux de Scheut, présents sur le site voisin du Scheutbos dès le XVe siècle. Entre la rue Kasterlinden, située à 75 mètres au-dessus du niveau de la mer et la rue du Wilder, la dénivellation atteint 27 mètres.

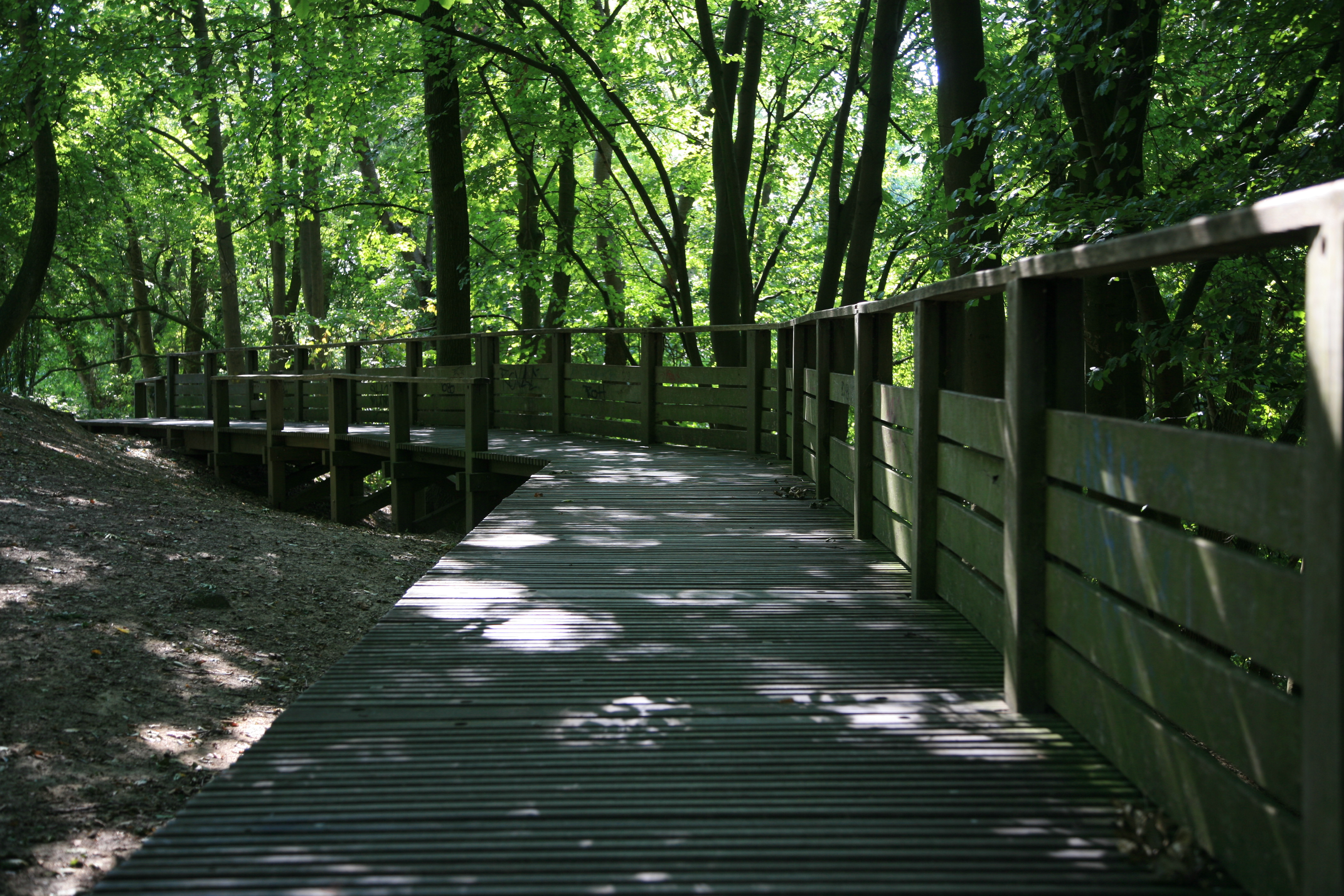
Ponton nivelant les différences de niveau.

Au XVIIIe siècle, la carte de Ferraris (cf. lien repérage ci-contre) indique une colline cultivée, dont les pentes se couvrent d'une futaie, bordée par une prairie marécageuse. Visiblement, les bois ont été défrichés. 
Au XIXe siècle, lorsque la bourgeoisie industrielle inaugure les week-ends à la campagne, le bois est intégré dans la propriété de la famille Koninckx qui y construit une villa. d'où le second nom du Wilder : Koninckxbos. Le terrain sera progressivement transformé en parc paysager à l'anglaise, avec de grands arbres, des vergers et des prairies.
Saccagé par la population à la recherche de bois de chauffage pendant la Seconde Guerre mondiale, Il sera ensuite morcelé sous la pression de l'urbanisation. Une partie toutefois du domaine, laissée à l'abandon, résistera et se couvrira naturellement d'une végétation dense et diversifiée sur des terres de remblai ou remaniées après le comblement des carrières.

Cheminements vers la rue Kasterlinden.

La philosophie d'aménagement du bois du Wilder, réalisé entre 1994 et 1995 à l'initiative de la Région bruxelloise, a tout naturellement dicté le choix de ses auteurs, le groupe interuniversitaire de recherche en écologie appliquée (GIREA) et l'architecte paysagiste Chantal Vincent. Il s'agissait de préserver les caractéristiques paysagères du site en canalisant les activités perturbatrices du milieu naturel sur un nombre limité de chemins et de sentiers, le plus souvent repris d'anciens cheminements, tout en ménageant des vues sur les paysages : ruisseau, étang, verger, hêtraie, église. Plusieurs zones humides et boisées ont été interdites d'accès par une clôture en bois ajourée.
Des ponts en bois ont été construits au droit des ruisseaux, un clayonnage et des fascines ont été apposés pour lutter contre l'érosion des pentes de la hêtraie. L'infrastructure mise en place – évacuation des eaux, mobilier, escaliers – a été choisie dans un souci d'intégration au site.

## Synthèse du paysage végétal du Brabant
Le bois du Wilder constitue à lui seul une synthèse parfaite du paysage végétal du Brabant. A flanc de colline, entre le mur de l'ancien cimetière et l'étang, le vieux bois, qui couvre 1,5 hectare, est peuplé de hêtres, frênes, érables sycomores, ormes champêtres, châtaigniers et aubépines. Le sous-bois se couvre d'ail des ours et de petites jacinthes au printemps, très vite suivies par l'anémone des bois.
Près du cimetière et de la drève des Maricolles, le peuplement qui s'étend sur 2,5 hectares, est nettement plus jeune. Exterminés par la maladie, les ormes ont fait place aux peupliers du Canada, saules, troènes, bouleaux, pommiers et poiriers. De part et d'autre de la drève se dresse un alignement de chênes des marais.

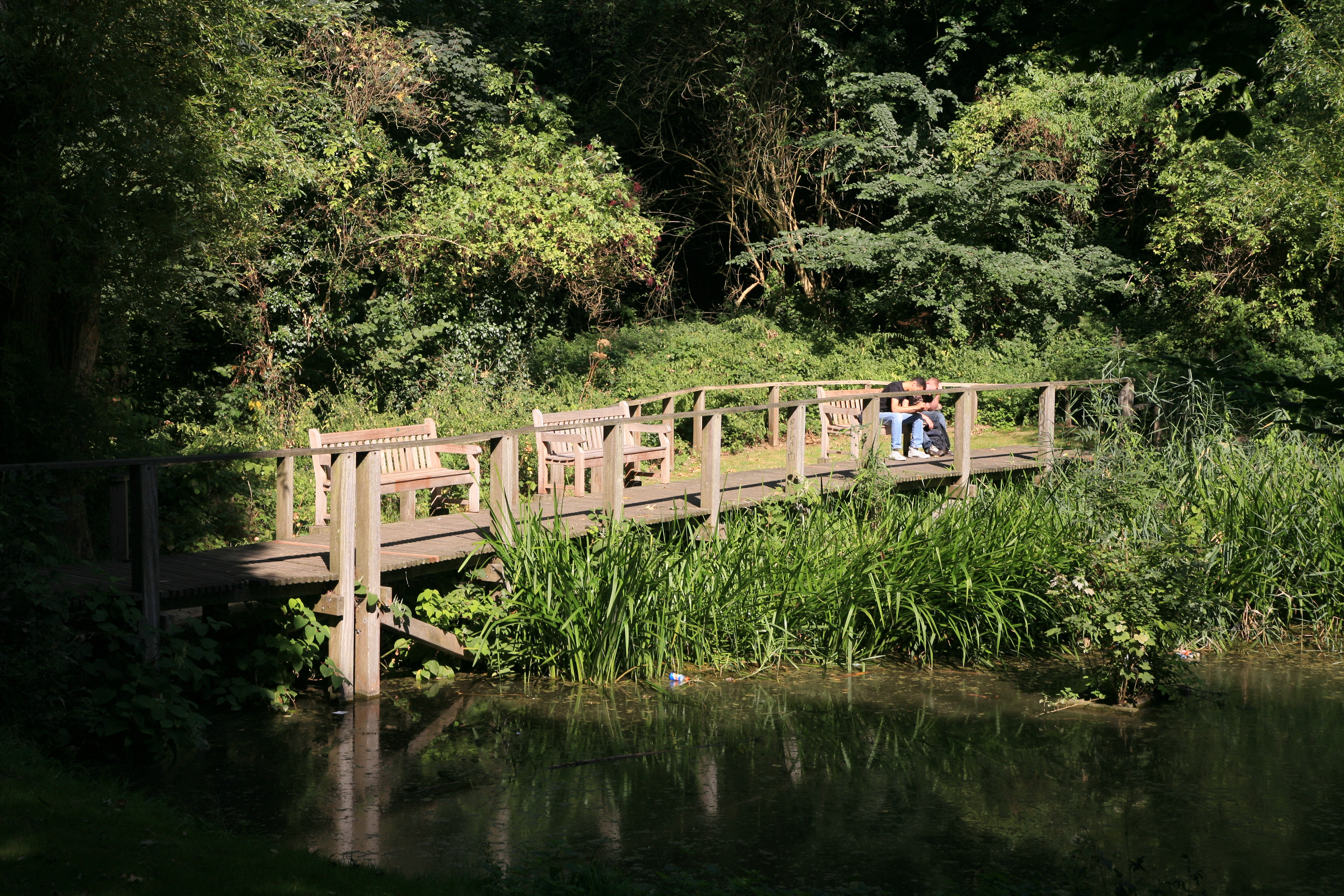
Étang du bois du Wilder.

Une zone humide occupe le centre de la cuvette. Un étang, creusé il y a à peine trente ans, recueille les sources qui suintent au bas des pentes. Un ruisseau, le Parucq, le traverse, longe le chemin d'accès par paliers et se jette ensuite dans le collecteur de la rue du Wilder. L'étang présente une végétation typique et diversifiée dont émergent le cirse des marais et la primevère.
Derrière une clôture qui en interdit l'accès, un jeune boisement d'un hectare s'est développé sur un sol calcaire. Peupliers trembles et chênes pédonculés se remarquent parmi 28 espèces recensées d'arbres et d'arbustes. Trois espèces d'orchidées poussent également dans le sous-bois. Au pied de l'église et derrière les jardins de la rue Kasterlinden, on observe encore deux anciens vergers.
L'entrée par la rue du Wilder a été structurée en une place publique donnant également accès aux potagers à flanc de colline. Elle est séparée du ruisseau par une prairie fauchée.

## Quelques édifices et monuments

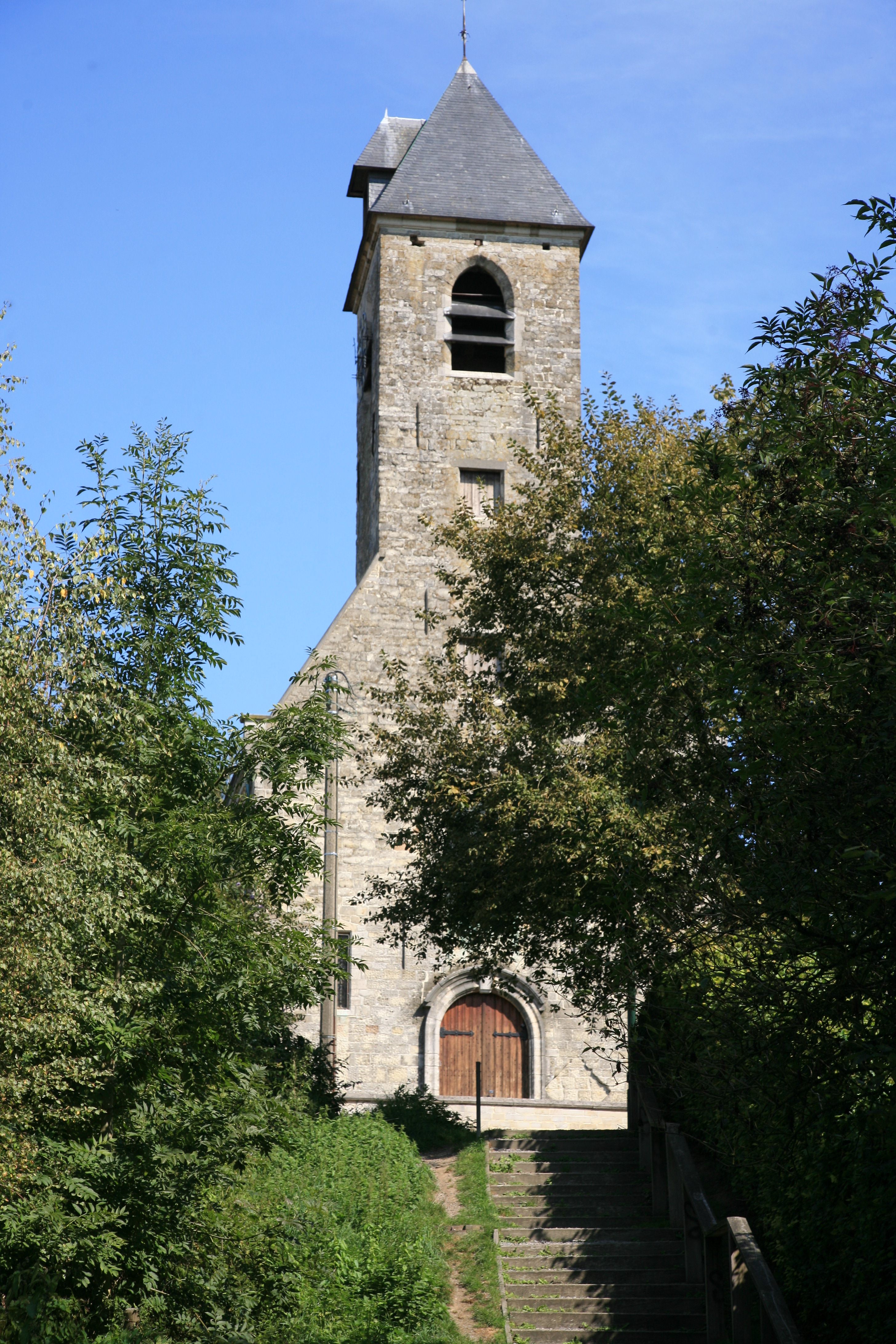
Église romane, rue de l'Allée Verte.

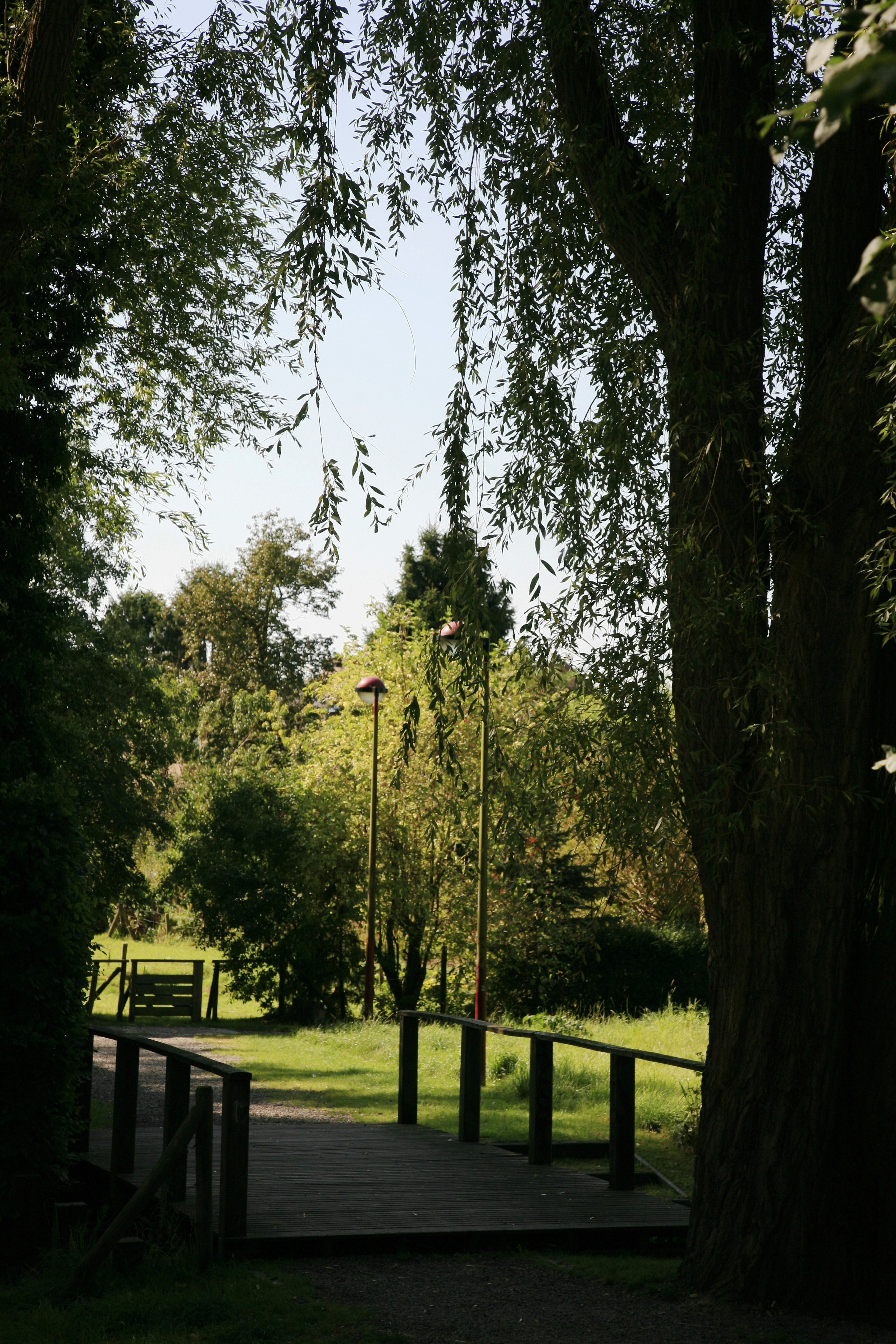
Entrée du bois du Wilder.

- Église romane Sainte-Agathe[1] : la construction de l'église sur une élévation de terre dominant la colline du Wilder date du XIIIe siècle. C'est alors une possession de l'abbaye de Grimbergen autour de laquelle se développe un village médiéval. Elle est formée d'une courte nef surmontée d'une tour étroite sertie dans l'édifice, ce qui est une curiosité pour l'époque. En effet, la plupart des tours étaient accolées au corps de l'église. Un siècle plus tard, elle devient paroisse autonome et couvre une partie de Jette, Ganshoren et Koekelberg. L'édifice connaît de fréquentes restaurations qui en dénaturent les lignes au cours des XVIIIe et XIXe siècles. La plus malheureuse date de 1846, lorsqu'on y accole un avant-corps et des collatéraux en brique. Dès 1912, on envisage son remplacement par un édifice plus adapté à la croissance de la population locale. La construction d'un édifice néo-roman rue de l'Église, inauguré seulement en 1938, précipite sa ruine. Ses lambeaux sont classés le 25 octobre 1950 alors qu'elle s'effondre de toutes parts. Ce n'est qu'en 1972 qu'un architecte est mandaté pour sa restauration. Celui-ci réutilisera tout ce qui peut l'être pour lui redonner l'aspect qu'elle avait au XVIIIe siècle. Il démolit l'ancienne cure pour y aménager une esplanade. Un tympan gothique du XIVe siècle représentant une vierge à l'enfant est replacé dans le mur intérieur de la tour.
- Rue de l'Allée Verte[1] : percée vers 1820 à l'emplacement d'un chemin vicinal conduisant à Molenbeek-Saint-Jean, la rue de l'Allée Verte est un chemin creux et sinueux très pittoresque qui relie la place de l'Église à l'ancien cimetière et longe le bois du Wilder. Elle doit sans doute son nom aux haies abondantes qui habillent ses talus. D'anciennes exploitations maraîchères et agricoles renforcent encore son caractère rural. Au n° 1, un ancien estaminet aux caves voûtées, entièrement restauré, rappelle la présence toute proche d'une brasserie. Le n° 36 présente un large appentis, des vestiges d'anciens abreuvoirs à vaches et un puits extérieur.